# Eduard Thöny
Eduard Thöny, né le 9 février 1866 à Brixen (Tyrol autrichien), et mort à Holzhausen am Ammersee (Bavière, Allemagne) le 26 juillet 1950, est un artiste peintre, dessinateur et caricaturiste autrichien.

## Biographie
Eduard Thöny étudie la peinture et le dessin entre 1883 et 1892 à l'Académie des beaux-arts de Munich, où il reçoit l'enseignement de Gabriel von Hackl et Ludwig von Löfftz. Il effectue de nombreux voyages d'études, dont un séjour à Paris en 1890 : durant un semestre, Édouard Detaille l'accueille dans son atelier. Puis, par l'intermédiaire de son camarade Leo Putz, il fréquente l'Académie Julian.
De retour à Munich, il travaille pour Louis Braun, spécialisé dans l'exécution de fresques et panoramas, généralement des batailles ou des scènes historiques. C'est un travail alimentaire, pour lequel il fait embaucher le jeune Paul Herrmann. Par ailleurs, il commence à livrer quelques dessins humoristiques pour le supplément dominical illustré Münchner Humoristischen Blätter. Durant la tournée de Buffalo Bill en Europe en 1891-1892, Thöny fait partie de la troupe, sans doute comme assistant décorateur.
En 1896, Eduard Thöny est recruté par l'éditeur et homme de presse Albert Langen pour sa revue Simplicissimus. Il y produit jusqu'en 1944, plus de 2 500 pages de dessins.
En 1906, avec ses collègues Rudolf Wilke, Olaf Gulbransson et Ludwig Thoma, il persuade Langen de transformer Simplicissimus en une société par actions, et de leur donner une part plus grande dans la direction du journal.
Ses dessins, au départ férocement antimilitaristes, évoluent au fil des événements vers un nationalisme affirmé durant la Première Guerre mondiale, et ce, comme bon nombre de dessinateurs de presse de l'époque. Il eut une grande influence sur le caricaturiste Georges d'Ostoya, entre autres.
En 1933, il fait partie des dessinateurs les plus engagés du côté des idées véhiculées par le parti nazi. C'est lui qui nomme Adolf Hitler le 20 avril 1938 professeur honoraire de l'Académie des beaux-arts de Munich.
Durant la guerre, il expose ses toiles et est regardé comme l'un des artistes les plus fidèles au régime et au service de la propagande nazie.